# Association astronomique de Paris en Sorbonne
L'Association astronomique de Paris en Sorbonne, abrégé AAPS, est née en 1972, issue du club d'astronomie du lycée Louis-le-Grand à Paris. Cette association, déclarée conformément à la loi de 1901 a établi son siège dans la coupole d'astronomie de la Sorbonne de 1973 à 1975. Ses membres, issus pour la plupart du lycée Louis-le-Grand, du Club Jean-Perrin du Palais de la découverte ainsi que de l'université Paris VI-Jussieu   (devenue Université Pierre-et-Marie-Curie) ont développé la pratique de l'astronomie expérimentale au sein de la Fédération nationale des clubs scientifiques (FNCS, située à l'époque au sein du Palais de la découverte) devenue en 1977 l'Association nationale sciences techniques jeunesse (ANSTJ) puis en 2002 Planète Sciences. Les activités propres de l'AAPS ont cessé au cours de l'année 1977, ses membres se consacrant alors surtout au développement de l'ANSTJ, et ce non seulement dans le champ de l'astronomie expérimentale, mais aussi dans les secteurs des énergies renouvelables, de la télédétection et de la formation des enseignants.

## Les caractéristiques des activités de l'AAPS
Les membres de l'AAPS profitent des loisirs astronomiques pour réaliser une expérience scientifique de groupe. Leur principal projet de ce type sera l'étude du diagramme de Hertzsprung-Russell des amas ouverts d'étoiles. On retrouve dans la pratique de l'AAPS les idées de projet scientifique de jeunes et de club-projet développées pour les clubs fusées, mais aussi la volonté de passer d’une situation de  « savoirs subis » à des « savoirs choisis » et celle de concevoir une instrumentation (collecteur, analyseur et récepteur) comme un moyen de résolution de problèmes. 
Dans ces manipulations, l’observation ou la construction de l’instrumentation n’est plus une fin en soi, mais a contrario un élément de résolution d’un problème choisi par le groupe. Le moteur est la satisfaction d’avoir réussi à s’approprier par l’expérience active un ensemble de savoirs au lieu de devoir les recevoir de manière scolairement dogmatique. Ce qui est visé, c’est l’émancipation  par l’acquisition de « savoirs choisis » et la maitrise de méthodes d’investigation transférables. 
Après deux ans d’essais plus limités, les animateurs de l’AAPS  font à partir de 1975 des manipulations d’astronomie expérimentale la colonne vertébrale du principal centre de vacances scientifiques d’été de la FNCS. En parallèle avec celui dédié depuis dix ans à la construction de fusées expérimentales (en coproduction avec le Centre national d'études spatiales au camp militaire de La Courtine) puis à des activités de vulgarisation astronomique classique, un séjour de 21 jours réunira en effet 25 adolescents autour de 5 projets, comme la vérification de la 3e loi de Kepler, la détermination du type spectral d’étoiles brillantes, la mesure de la constante solaire. En 1977, cette méthodologie sera transférée pour créer le premier centre de vacances programmé par la Société astronomique de France avec l’aide de la FNCS et de l’Association française d'astronomie à Chamaloc (Drome) qui sera reconduit chaque été et se révélera également un creuset d’animateurs « projets », voire de professionnels de la recherche.
Ainsi, dès  les années 75, au côté de l’AAPS, quelques animateurs de clubs vont adopter cette logique de travail par « manip » : Club Orion à Gagny, Coordination astronomique de Lorraine, club ÉCLIPSE… puis plus tardivement H-Alpha à l’école supérieure de physique de Marseille, ou SupAero à Toulouse, ainsi qu’un club de référence, le CBF (Club Betelgeuse Fomalhault) créé à partir de 1978 pour poursuivre pendant l’année les activités des camps de Chamaloc. A la plus grande époque des « manips » (campagne nationale d’observation de Revel en 1982), on atteindra la trentaine de clubs se déclarant « en projet ».

## Noyau de l'AAPS
Le noyau de l'AAPS était composé de Jean-Marie Mariotti, Olivier Las Vergnas, Jean-Marc Salomon, Jacques Lubtchansky, Jean-Michel Felden, Antoine Poliet, Catherine Boisson, Marc-André Ducrot, Catherine Papillon, Irène Tiraspolsky et Gérard Gautier.